# Koncernas SBA
UAB Koncernas SBA (Scitus Bonus Animus „vernünftiger guter Geist“) ist eine litauische Unternehmensgruppe (Konzern) der Möbel- und Textilindustrie sowie der Immobilienbranche. Der Gründer, Konzernpräsident und Vorstandsvorsitzender ist der Unternehmer Arūnas Martinkevičius. Die SBA-Gruppe verbindet litauische Unternehmen, die in Produktion und Handel von Möbeln und Bekleidung tätig sind.
2004 beschäftigte das Unternehmen über 6000 Arbeitnehmer. Über 95 % der Produktion werden in die EU und die USA (insgesamt über 40 Staaten) exportiert.

## Geschichte
Das erste SBA-Unternehmen wurde 1990 gegründet. 1993 bis 1996 kaufte SBA litauische Möbel- und Textilunternehmen (z. B. Utenos trikotažas etc.) und eröffnete in Litauen die ersten Handelszentren. 2003 wurde die ERP eingeführt. 2006 wurde eine Handelsvertretung in Deutschland eröffnet. 2015 erzielte die Gruppe einen Gewinn von  15,6 Mio. Euro.
Die SBA Gruppe wurde von der Baltischen Wirtschaftskonvention mit dem Baltic Business Award ausgezeichnet.

## Generaldirektor
- 2003–2012:  Ričardas Kiaurakis
- 2012: Vytautas Vaškys, 3 Monate
- 11.2012 – 03.2013: Imantas Čepulis[5]
- 03.2013 – 05.2013: Egidijus Valentinavičius, SBA-Vizepräsident
- 05.2013 – 12.2017: Gintautas Vitkevičius[6]
- 12.2017 – 02.2018: Dalius Misiūnas